# Піднесення Юпітер
«Піднесення Юпітер» (англ. Jupiter Ascending) — американський фантастичний бойовик, знятий Ланою та Енді Вачовскі з Мілою Куніс, Ченнінгом Татумом і Шоном Біном у головних ролях. Спочатку прем'єра мала відбутися влітку 2014 року, але потім була перенесена на зиму 2015 через роботу над спецефектами та проведення більш ефективної рекламної кампанії. Прем'єра в Україні була запланована на 5 лютого 2015, проте 3 лютого 2015 фільм був знятий із прокату в Україні. У червні 2015 року фільм все ж таки вийшов на екрани кінотеатрів.

## Сюжет
У Санкт-Петербурзі подружжя чекає народження доньки. Її батько Максиміліан називає дитину Юпітер на честь найбільшої в Сонячній системі планети. Несподівано до квартири вриваються грабіжники, вбиваючи його. Мати покидає Росію і народжує Юпітер на борту корабля, що пливе до США.
Минають роки, Юпітер Джонс заробляє на життя прибиранням у Чикаго, живучи з кузеном Владом. Тим часом на спустошеній планеті зустрічаються троє спадкоємців Серафі Абрасакс, володарки численних зоряних систем. Згідно із заповітом, одному із них, Балему, дісталася у володіння планета Земля, зазначена як найбільший скарб у Всесвіті. Манірний принц прибуває на своєму кораблі до планети Юпітер, де знаходиться база його родини . Йому доповідають, що на Землі вже достатня якість населення, щоб переробити його на еліксир молодості виняткової якості. Єдина перепона в цьому — імовірна реінкарнація Серафі, що позбавляє Балема прав на планету. Принц наказує знайти її та вбити.
Юпітер мріє отримати телескоп, як у батька, тому за порадою кузена наважується заробити грошей сурогатним материнством. Вона реєструється під іменем своєї подруги Кетрін. Шпигуни Балема намагаються викрасти Кетрін, Юпітер помічає це, але чужопланетяни стирають їй спогад про останні події. Згодом вона приходить до клініки, вже Юпітер схоплюють ті самі створіння, замасковані під людей. Впевнившись, що вона генетична копія Серафі, чужопланетяни мало не вбивають її. Але на допомогу прибуває дружній прибулець Кейн Вайс, посланий суперником Балема, принцом Тітусом.
Кейн переховує Юпітер, однак їх вистежують. Завдяки своїм левітаційним черевикам він тікає від переслідування, забравши її у сільську місцевість. Кейн не може пояснити, чому дівчина так важлива, але доставляє до Стінгера, з яким має старі суперечки. Юпітер помічає, що бджоли не жалять її, з чого Стінгер робить висновок — вона має королівський генокод. Тим часом Влад уже набрав кредити, тому впав у розпач, дізнавшися про невдачу з сурогатним материнством. Стінгер домовляється забрати Юпітер на космічному кораблі. Він розповідає, що корпорація «Абрасакс індастріз» заселила Землю людьми сто тисяч років тому, та не встигає договорити. До ферми, де вони переховуються, підбираються найманці принцеси Калік Абрасакс і викрадають Юпітер. Балем наказує почати «жнива» людей достроково, щоб не втратити право на еліксир і випередити конкурентів, які також виробляють його.
Юпітер опиняється на планеті-резиденції Калік, яка доводить, що дівчина є реінкарнацією Серафі. Також вона показує силу еліксиру. Калік сподівається відібрати право на Землю в Балема, заволодівши тим самими ще більшим багатством, ніж має зараз. Кейн у цей час пробирається до палацу з метою визволити Юпітер. Він передає дівчину на корабель міжгалактичної поліції Егіда, який доставляє її на планету Орес для повернення влади. Однак, для цього доводиться пройти через величезну кількість установ. Зрештою Юпітер добивається отримання печатки матріарха. Після цього її забирають до Тітуса, проте Юпітер розуміє, що спадкоємці її попередньої інкарнації просто хочуть скористатися нею задля власного збагачення.
Тітус планує одружитися з Юпітер, тому зображає турботу і розуміння. Пояснює — Серафі намагалася покласти край виробництву еліксиру шляхом переробки на нього людей, за що її вбили. Стати його жінкою — напевне продовжити її справу і врятувати Землю. Опісля принц викидає Кейна в космос за колишню зраду, але той встигає викрасти скафандр. Перебуваючи у вакуумі, він усвідомлює, що закоханий в Юпітер. Підібраний поліцією, Вайс збирає команду зі Стінгера і друзів з Егіди, щоб завадити весіллю. Вони атакують корабель Тітуса, Кейн зриває церемонію зі звісткою про те, що Тітус планує вбити Юпітер, щоб заволодіти Землею і продовжити бізнес Абрасаксів.
Невдовзі Юпітер перехоплює Балем. Вона погоджується зректися прав на рідну планету в обмін на порятунок матері, яку викрали для виготовлення зразка еліксиру. Але задумавшись, Юпітер усвідомлює, яку владу має. Несподівано корабель наздоганяє Кейн, Балем наказує вбити Юпітер, однак Вайс встигає врятувати дівчину. Кейн влаштовує диверсію, завод із виготовлення еліксиру на станції в атмосфері Юпітера через це вибухає. Егіда забирає Юпітер із Вайсом до того, як вибух досягне їх.
Юпітер повертається до звичайного життя, працюючи прибиральницею. Але тепер вона не почувається чужою в світі. Влад вирішує подбати про неї, а не власний прибуток, та дарує їй телескоп. Юпітер зустрічається з Кейном і обоє злітають над містом.

## У ролях
| Актор           | Роль                                           |
| --------------- | ---------------------------------------------- |
| Міла Куніс      | Юпітер Джонс                                   |
| Ченнінг Татум   | Кейн генетично модифікований солдат            |
| Шон Бін         | Стінгер сплайс людини та бджоли                |
| Едді Редмейн    | Балем Абрасакс перший нащадок дому Абрасакс    |
| Таппенс Мідлтон | Калік Абрасакс друга спадкоємиця дому Абрасакс |
| Дуглас Бут      | Тітус Абрасакс третій нащадок дому Абрасакс    |
| Ванесса Кірбі   | Кетрін Данлеві подруга Юпітер Джонс            |
| Пе Ду На        | Разо мисливець за головами                     |
| Джеймс Д'Арсі   | Максиміліан Джонс батько Юпітер Джонс          |
| Кік Гаррі       | Владі кузен Юпітер Джонс                       |
| Тім Піготт-Сміт | Малідіктс сплайс людини та сови                |
| Гугу Мбата-Роу  | Фемулус сплайс людини та оленя                 |
| Семюел Барнетт  | Боб міжгалактичний адвокат                     |
| Террі Гілліам   | міністр печаток і штампів                      |

## Прокат в Україні
Прем'єрні покази «Піднесення Юпітер» в українських кінотеатрах мали відбутися 5 лютого 2015 року. Але 3 лютого представники кінодистриб'юторської компанії «Кіноманія» заявили про перенесення прокату на невизначений строк. Наступного ж дня стрічку остаточно зняли з прокату. Причиною вважаються зміни, що відбуваються всередині компанії. При цьому Державне агентство України з питань кіно зробило заяву, у якій спростовуються будь-які закиди щодо їхньої причетности до скасування показу фільму.
З 4 червня 2015 року фільм демонструвався в Україні. Наприклад, у Чернівцях (Кінопалац Чернівці) він ішов з 11 червня по 17 червня 2015 року.

## Оцінки й відгуки
На Metacritic середня оцінка критиків склала 40 балів зі 100.
Тодд Маккартні в «The Hollywood Reporter» стверджував, що на відміну від «Матриці» в «Піднесенні Юпітер» немає нічого концептуального, лише видовища. «Піднесення Юпітер» фактично є історією про Попелюшку в нових декораціях, але як працює вигаданий Вачовскі світ, геть не зрозуміло. Хоча спецефекти та технічна робота прийнятні, але не досягають рівня «Інтерстеллару», «Гравітації» чи інших передових науково-фантастичних фільмів. Тож усі, хто чекають від їхнього нового творіння того ж захвату, який викликала «Матриця», будуть розчаровані.
Пітер Дебрюге з «Variety» зауважував: хоча Вачовскі завжди приділяли більше уваги візуальній естетиці, неможливо ігнорувати логічні провали «Піднесення Юпітер» — від принципу успадкування влади космічною аристократією і до того, що завод вибухає через єдину дірку в стелі. До того ж головна героїня більшу частину фільму проводить як типова «діва в біді», яка нічого не вирішує і тільки потрапляє з однієї поганої ситуації в іншу, щоб її хтось врятував. Калік функціонує в цій історії як своєрідне науково-фантастичне оновлення легенди про графиню Єлизавету Баторі, але виходить досить лінива критика капіталізму. Увесь фільм — радше казка про історію кохання між принцесою та лицарем-рятівником, який вириває її з сумного існування і розкриває її справжню долю.
Алонсо Дюральде в «The Wrap» описав, що «Піднесення Юпітер» — це заплутаний, безглуздий, але захопливий фільм. За словами критика, «фільм ніколи не зупиняється у своїх зусиллях здивувати нас», але при цьому «ніколи не зупиняється достатньо довго, щоб ми почали ставити забагато запитань».
Лу Люменік у «New Yourk Post» відгукнувся, що «Піднесення Юпітер» настільки погано зроблений, що цим навіть можна захоплюватися. Марно перелічувати всі запозичення, бо «Буквально жоден фільм не застрахований від пограбування Вачовскі, котрим вдається цитувати як „Бразилію“, так і серіал про Гаррі Поттера». Зрештою головна розвага в «Піднесенні Юпітер» — шукати, звідки взято чергову деталь.